# 雜食側帶雅羅魚
雜食側帶雅羅魚（學名：Telestes souffia）為輻鰭魚綱鯉形目雅羅魚科的其中一種，分布於歐洲奧地利、波士尼亞、克羅埃西亞、捷克、法國、德國、匈牙利、義大利、列支敦士登、羅馬尼亞、斯洛維尼亞、斯洛伐克、瑞士及烏克蘭淡水流域，本魚體延長，吻圓鈍，吻部突出於上唇尖之外，體側金橙色寬縱紋，兩側各有一條細黑縱線，側線鱗44-57枚，背鰭硬棘2-3枚、背鰭軟條7-9枚、臀鰭硬棘3枚、臀鰭軟條9-10枚，體長可達25公分，棲息在礫石底質的溪流，成群活動，以昆蟲為食，繁殖期在5至6月，可做為觀賞魚。